# 엔진

엔진의 구동 모습

기관(機關, 영어: engine 엔진[*]) 또는 원동기(原動機, 영어: motor 모터[*])는 다른 에너지를 기계적 에너지로 전환하는 기계다.
사용 가능한 에너지원에는 위치 에너지(예: 수력 발전에서 활용되는 지구 중력장의 에너지), 열 에너지(예: 지열 에너지), 화학 에너지, 전위 및 핵 에너지(핵 분열 또는 핵융합에서 발생)가 포함된다. 이러한 공정 중 다수는 중간 에너지 형태로 열을 생성한다. 따라서 열기관은 특별한 중요성을 갖는다. 대기 대류 세포와 같은 일부 자연 과정은 환경 열을 운동(예: 기류 상승의 형태)으로 변환한다. 기계적 에너지는 운송에서 특히 중요하지만 절단, 연삭, 파쇄, 혼합과 같은 많은 산업 공정에서도 역할을 한다.
기계적 열 엔진은 다양한 열역학적 과정을 통해 열을 일(work)로 변환한다. 내연 기관은 기계적 열 기관의 가장 일반적인 예이다. 연료 연소로 인한 열로 인해 연소실의 가스 연소 생성물이 급속히 가압되어 연소 생성물이 팽창하고 피스톤이 구동되어 크랭크축이 회전하게 된다. 내연 기관과 달리 반응 엔진(예: 제트 엔진)은 뉴턴 운동 제3법칙에 따라 반응 물질을 방출하여 추력을 생성한다.
열 엔진 외에도 전동기는 전기 에너지를 기계 운동으로 변환하고 공압 모터는 압축공기를 사용하며 태엽 장난감의 시계 모터는 탄성 에너지를 사용한다. 생물학적 시스템에서 근육의 미오신과 같은 분자 모터는 화학 에너지를 사용하여 힘을 생성하고 궁극적으로 운동을 생성한다(화학 엔진이지만 열 엔진은 아님).
연료 반응의 일부로 공기(주위 대기 가스)를 사용하는 화학 열 엔진은 공기 호흡 엔진으로 간주된다. 지구 대기 밖에서 작동하도록 설계된 화학 열 엔진(예: 로켓, 깊이 잠긴 잠수함)은 산화제라고 하는 추가 연료 구성 요소를 운반해야 하거나(산소 자체보다 더 강력한 산화제인 플루오린과 같이 로켓에 사용하기에 적합한 슈퍼 산화제가 존재하지만) 응용 부문을 통해 핵반응과 같은 비화학적 수단으로 열을 얻어야 한다.

## 성능

### 엔진의 속도
엔진의 회전 속도를 이야기할 경우 엔진 속도는 분당 회전수(RPM) 단위로 측정된다. 엔진은 저속, 중속, 고속으로 분류할 수 있지만 이 용어들은 언제나 상대적이며 기술되는 엔진의 종류에 따라 달라진다. 일반적으로 디젤 엔진은 가솔린 엔진(자동차 가솔린 엔진 기준으로 ~2200–3400 RPM)에 비해 더 낮은 속도(자동차 디젤 기준으로 ~1500–2000 RPM)로 동작한다. 터보샤프트, 전동기의 경우 매우 빠른 속도(~10,000 RPM 이상)를 낼 수 있다.

### 추력
추력은 속도로 인한 반작용 법칙에 따른 상호작용에 의해 발생하는 힘이다.

### 돌림힘
돌림힘은 엔진의 출력축에 연결된 이론적인 레버에 발휘되는 힘이다.

### 일률
일률은 시간 단위 당 완료된 일의 양 또는 생산해낸 에너지의 양이다.

## 같이 보기
- 이온&플라즈마 엔진
- 이온 엔진
- 화학 엔진
- 기계
- 외연 기관
- 내연 기관